# صفيط
صفيط قرية تابعة لمنطقة حائل تقع بين حائل والمدينة المنورة تبعد عن مدينة حائل 260 كم وتبعد عن المدينة المنورة 200كم، تعتبر من مدن بني رشيد ومن أقدم المراكز في منطقة حائل يقطنها المهامزه. أمير البلدة الشيخ علي بن خضران الرفادان رئيس المركز الحالي ابنه الشيخ جامع بن علي الرفادان يزيد عدد سكانها عن 5000 نسمة يوجد مركز صحي و مدرسة ابتدائية ومتوسطة وثانوية ولجنة التنمية الاجتماعية وجمعية خيرية.
صُفَيْط هي إحدى المراكز الإدارية التابعة لمحافظة الشملي في منطقة حائل شمال غرب المملكة العربية السعودية. وتُعد من المراكز المهمة في جنوب منطقة حائل، وتتميز بموقعها الجغرافي الذي يربط بين عدد من القرى والهجر.

## التسمية
يرجع اسم "صفيط" إلى بئر قديم كانت تعرف به المنطقة، ويُقال إن الاسم مستمد من طبيعة الأرض فيها أو من اسم أحد الأعلام القدامى.

## الموقع
تقع صفيط في جنوب غرب منطقة حائل، وتتبع إداريًا لمحافظة الشملي. وتبعد عن مدينة حائل مسافة تُقدّر بحوالي (يُذكر عدد الكيلومترات) كم. تحيط بها عدة قرى وهجر تابعة لمنطقة حائل.

## السكان
يقطن في صفيط عدد من أبناء القبائل العربية، ومن أبرزهم قبيلة الرشايدة وغيرهم من سكان المنطقة. ويعمل كثير من الأهالي في القطاعات الحكومية، إضافة إلى الزراعة والرعي. وامير المحافظة صفيط نايف المهميزي حفظه الله ورعاه

## الخدمات والمرافق
تتوفر في صفيط بعض الخدمات الحكومية والمرافق الأساسية، منها:
- مركز صحي
- مدارس للبنين والبنات
- مركز إمارة
- مركز بريد سعودي
- مراكز تجارية ومحلات للتموين

## القبائل والعوائل
يسكن صفيط عدد من العوائل والقبائل، ومن أبرزهم:
- الجلادان من الرشايدة
- المهامزة، وبعض العوائل الأخرى من قبائل شمال السعودية.